# Dryopteris glabrior
Dryopteris glabrior là một loài thực vật có mạch trong họ Dryopteridaceae. Loài này được Ching & Z.Y. Liu miêu tả khoa học đầu tiên năm 1984.